# Monsoon Accessorize
Monsoon Accessorize Ltd. – brytyjskie przedsiębiorstwo zajmujące się sprzedażą detaliczną odzieży. Siedziba przedsiębiorstwa znajduje się w Londynie.
Do spółki należą dwie sieci handlowe – Monsoon, sprzedająca odzież dla kobiet i dzieci, oraz Accessorize, sprzedająca biżuterię, torby oraz inne akcesoria. Obie sieci tworzą zwykle łączone sklepy obu marek.
Przedsiębiorstwo zostało założone w 1973 roku przez Petera Simona, który otworzył pierwszy sklep Monsoon przy Portobello Road w Londynie.
W 1984 roku również w Londynie, w Covent Garden powstał pierwszy sklep Accessorize.
Obecnie sieć Monsoon liczy ponad 400 sklepów na terenie Wielkiej Brytanii i ponad 1000 na świecie. Do sieci Accessorize należy około 240 obiektów w kraju i ponad 800 za granicą.